# 小旋篮虫
小旋篮虫（学名：Larcospira minor）为石太阳虫科旋篮虫属的动物。在中国，分布于西沙群岛等。